# Felix Aylmer
Felix Edward Aylmer Jones, OBE (Corsham, 21 de fevereiro de 1889 – Sussex, 2 de setembro de 1979) foi um ator inglês, que atuou no cinema e televisão. Aylmer fez aparições em filmes com comediantes como, Will Hay e George Formby.
Aylmer nasceu em Corsham, Inglaterra e morreu em Sussex.

## Publicações
- Dickens Incognito (1959)
- The Drood Case (1964)

## Filmografia

### 1930–1940
| Ano  | Título                          | Personagem              |
| ---- | ------------------------------- | ----------------------- |
| 1930 | Escape                          | Govenador               |
| 1930 | The Temporary Widow             | Procurador              |
| 1932 | The World, the Flesh, the Devil | Sir Henderson Trent     |
| 1933 | The Shadow                      | Sir Richard Bryant      |
| 1933 | The Wandering Jew               | Ferera                  |
| 1933 | The Ghost Camera                | Legista                 |
| 1933 | Home Sweet Home                 | Robert Wilding KC       |
| 1934 | The Path of Glory               | Presidente da Thalia    |
| 1934 | The Night Club Queen            | Acusação                |
| 1934 | Whispering Tongues              | Supt. Fulton            |
| 1934 | Doctor's Orders                 | Sir Daniel Summerfield  |
| 1934 | My Old Dutch                    | Juiz                    |
| 1934 | The Iron Duke                   | Lord Uxbridge           |
| 1935 | The Clairvoyant                 | Promotor                |
| 1935 | The Divine Spark                | Mordomo                 |
| 1935 | Hello, Sweetheart               | Peabody                 |
| 1935 | Old Roses                       | Lord Sandelbury         |
| 1935 | The Ace of Spades               | Lord Yardleigh          |
| 1935 | Checkmate                       | Henry Nicholls          |
| 1935 | The Price of a Song             | Graham                  |
| 1935 | Her Last Affaire                | Lord Carnforth          |
| 1935 | She Shall Have Music            | Donald Black            |
| 1936 | The Improper Duchess            | Count Seidel            |
| 1936 | Rhodes of Africa                | Johannesburg Diplomat   |
| 1936 | Tudor Rose                      | Edward Seymour          |
| 1936 | In the Soup                     | Advogado                |
| 1936 | Seven Sinners                   | Sir Charles Webber      |
| 1936 | Royal Eagle                     | Windridge               |
| 1936 | As You Like It                  | Duque Frederick         |
| 1936 | Dusty Ermine                    | Police commissioner     |
| 1936 | The Man in the Mirror           | Conde de Wigan          |
| 1936 | Sensation                       | Lord Bouverie           |
| 1936 | Jack of All Trades              | Managing director       |
| 1936 | The Mill on the Floss           | Mr Wakem                |
| 1937 | Action for Slander              | Sir Eustace Cunninghame |
| 1937 | Dreaming Lips                   | Sir Robert Blaker       |
| 1937 | The Frog                        | John Bennett            |
| 1937 | Glamorous Night                 | Diplomata               |
| 1937 | The Vicar of Bray               | Conde de Brendon        |
| 1937 | Victoria the Great              | Lord Palmerston         |
| 1937 | The Rat                         | Prosecuting Counsel     |
| 1937 | The Live Wire                   | Wilton                  |
| 1938 | South Riding                    | Chairman of Council     |
| 1938 | Bank Holiday                    | Surgeon                 |
| 1938 | Just like a Woman               | Sir Robert Hummel       |
| 1938 | Break the News                  | Sir George Bickory      |
| 1938 | Kate Plus Ten                   | Bishop                  |
| 1938 | I've Got a Horse                | Lovatt                  |
| 1938 | Sixty Glorious Years            | Lord Palmerston         |
| 1938 | The Citadel                     | Mr Boon                 |
| 1939 | Young Man's Fancy               | Sir Caleb Crowther      |
| 1940 | Dr. O'Dowd                      | Presidente              |
| 1940 | Spies of the Air                | CoronelCairns           |
| 1940 | Girl in the News                | Advogado de acusação    |
| 1940 | Night Train to Munich           | Dr John Fredericks      |
| 1940 | Charley's (Big-Hearted) Aunt    | O Inspetor              |
| 1940 | The Briggs Family               | Mr Sand                 |
| 1940 | The Case of the Frightened Lady | Dr Amersham             |
| 1940 | Saloon Bar                      | Mayor                   |

### 1941–1950
| Ano  | Título                              | Personagem                    |
| ---- | ----------------------------------- | ----------------------------- |
| 1941 | The Ghost of St. Michael's          | Dr. Winter                    |
| 1941 | Major Barbara                       | James                         |
| 1941 | Kipps                               | Arquieto                      |
| 1941 | The Saint's Vacation                | Leighton                      |
| 1941 | Spellbound                          | Mr Morton                     |
| 1941 | Once a Crook                        | Conselho do rei               |
| 1941 | Atlantic Ferry                      | Presidente do Banco           |
| 1941 | I Thank You                         | Henry Potter                  |
| 1941 | South American George               | Mr Appleby                    |
| 1941 | Hi Gang!                            | Lord Amersham                 |
| 1942 | The Seventh Survivor                | Sir Elmer Norton              |
| 1942 | The Black Sheep of Whitehall        | Crabtree                      |
| 1942 | Uncensored                          | Coronelvon Hohenstein         |
| 1942 | Sabotage at Sea                     | John Dighton                  |
| 1942 | The Young Mr. Pitt                  | Lord North                    |
| 1943 | The Peterville Diamond              | Presidente                    |
| 1943 | Thursday's Child                    | Mr Keith                      |
| 1943 | The Life and Death of Colonel Blimp | O Bispo                       |
| 1943 | Escape to Danger                    | Sir Alfred Horton             |
| 1943 | The Demi-Paradise                   | Mr Runalow                    |
| 1944 | Time Flies                          | Professor                     |
| 1944 | English Without Tears               | Mr. Spaggot                   |
| 1944 | Mr. Emmanuel                        | Mr Emmanuel                   |
| 1944 | Henry V                             | Archbishop of Canterbury      |
| 1945 | The Way to the Stars                | Rev. Charles Moss             |
| 1945 | The Wicked Lady                     | Hogarth                       |
| 1945 | Caesar and Cleopatra                | Primeiro nobre                |
| 1946 | The Years Between                   | Sir Enrst Forster             |
| 1946 | The Magic Bow                       | Signor Fazzini                |
| 1946 | The Laughing Lady                   | Sir Felix Mountroyal          |
| 1947 | The Man Within                      | Sacerdote                     |
| 1947 | Green Fingers                       | Daniel Booth                  |
| 1947 | The October Man                     | Dr Martin                     |
| 1947 | A Man About the House               | Richard Sanctuary             |
| 1947 | The Ghosts of Berkeley Square       | Col. H. "Bulldog" Kelsoe      |
| 1948 | Hamlet                              | Polonius                      |
| 1948 | The Calendar                        | Lord Forlingham               |
| 1948 | Quartet                             | Martin                        |
| 1949 | Edward, My Son                      | Mr Hanray                     |
| 1949 | Alice in Wonderland                 | Dr Liddell / The Cheshire Cat |
| 1949 | Christopher Columbus                | Father Perez                  |
| 1949 | Prince of Foxes                     | Count Marc Antonio Verano     |
| 1950 | Your Witness                        | Juiz britânico                |
| 1950 | So Long at the Fair                 | Cônsul britânico              |
| 1950 | Trio                                | Gerente de banco              |
| 1950 | She Shall Have Murder               | Mr Playfair                   |

### 1951–1960
| Ano  | Título                               | Personagem                 |
| ---- | ------------------------------------ | -------------------------- |
| 1951 | No Highway                           | Sir Philip                 |
| 1951 | The Lady with a Lamp                 | Lord Palmerston            |
| 1951 | The House in the Square              | Sir William, the Physician |
| 1951 | Quo Vadis                            | Plautius                   |
| 1952 | Ivanhoe                              | Isaac                      |
| 1952 | The Man Who Watched the Trains Go By | Mr. Merkemans              |
| 1953 | The Master of Ballantrae             | Lord Durrisdeer            |
| 1953 | Knights of the Round Table           | Merlin                     |
| 1953 | The Triangle                         | Brisetout                  |
| 1954 | The Love Lottery                     | Winant                     |
| 1954 | The Angel Who Pawned Her Harp        | Joshua Webman              |
| 1956 | Loser Takes All                      | O outro                    |
| 1956 | Anastasia                            | Chamberlain                |
| 1957 | Saint Joan                           | Inquisitor                 |
| 1958 | I Accuse!                            | Edgar Demange              |
| 1958 | The Two-Headed Spy                   | Cornaz                     |
| 1958 | The Doctor's Dilemma                 | Sir Patrick Cullen         |
| 1958 | Separate Tables                      | Mr. Fowler                 |
| 1959 | The Mummy                            | Stephen Banning            |
| 1960 | Never Take Sweets from a Stranger    | Clarence Olderberry Sr.    |
| 1960 | From the Terrace                     | James Duncan MacHardie     |
| 1960 | Exodus                               | Dr Liberman                |
| 1960 | The Hands of Orlac                   | Dr Francis Cochrane        |

### 1961–1992
| Ano       | Título                               | Personagem             |
| --------- | ------------------------------------ | ---------------------- |
| 1962      | The Road to Hong Kong                | Grand Lama             |
| 1962      | The Boys                             | Juiz                   |
| 1963      | The Running Man                      | Pároco                 |
| 1964      | Becket                               | Arcebispo de Cantuária |
| 1964      | The Chalk Garden                     | Judge McWhirrey        |
| 1965      | Masquerade                           | Henrickson             |
| 1966      | Out of the Unknown                   | Mr. Bone               |
| 1968      | The Champions                        | Old Man                |
| 1968      | Decline and Fall... of a Birdwatcher | Juiz                   |
| 1968      | Hostile Witness                      | Juiz Osborne           |
| 1968–1970 | Oh, Brother!                         | Father Anselm          |
| 1970      | Randall and Hopkirk (Deceased)       | Joshua Crackan         |
| 1972      | Jason King                           | Dr Wilstein            |
| 1973      | Oh, Father!                          | Anselm                 |
| 1992      | The Thief and the Cobbler            | Narrador               |